# Francisco de Sales Torres Homem
Francisco de Sales Torres Homem, Visconde de Inhomirim (Rio de Janeiro, 29 de janeiro de 1812 — Paris, 3 de junho de 1876), foi um advogado, jornalista, diplomata, escritor, médico e político brasileiro.
Foi um importante político do Segundo Reinado, tendo sido liberal no início da vida e conservador no final - em sua fase liberal, chegou a ser preso no contexto das Revoltas Liberais de 1842 e, com o pseudônimo Timandro, foi responsável por uma das mais duras críticas ao sistema monárquico no panfleto O Libelo do Povo, ao qual seria associado para o resto da vida. Também é considerado o homem negro mais proeminente da política do Império do Brasil, tendo ganho seu título de Visconde após sua atuação no Senado do Império durante as discussões da Lei do Ventre Livre.

## História

### Primeiros anos
Nasceu em 29 de janeiro de 1812, no Rio de Janeiro, em um período de muitas transformações. Na época a cidade era a capital da Colônia do Brasil, em três anos se tornaria capital do Reino Unido de Portugal, Brasil e Algarves, e em dez anos, a capital do Império do Brasil, tendo assim crescido nos primeiros anos da nova nação. Era filho de um padre de vida desregrada chamado Apolinário Torres Homem e de uma quitandeira chamada Maria Patrícia, uma mulher negra alforriada, conhecida como "Você me mata" na região onde trabalhava, o largo do Rosário. Formou-se em Medicina na Academia Médico-Cirúrgica, a atual Faculdade de Medicina da UFRJ, aos 20 anos de idade.

### Início no jornalismo e período regencial
Sob a influencia de Evaristo da Veiga, foi inscrito na Sociedade Defensora da Liberdade e Independência Nacional, e passou a escrever artigos políticos para a Aurora Fluminense, iniciando sua carreira política. Com o auxílio de Evaristo, vai para Paris pouco depois da abdicação de Pedro I e se forma em Direito pela Sorbonne com 23 anos. Retorna ao Brasil em 1837. No início, tinha tendências liberais, fazendo parte do Partido Liberal, passando a escrever em vários jornais, como o Jornal dos Debates Políticos e Literários, fundado por ele, no qual fez séria oposição ao Regente Diogo Antônio Feijó durante o conturbado período regencial. Também escrete no Despertador e no Atlante, ganhando grande reputação de jornalista.

### Segundo Reinado
Em 1840, foi o principal redator do Maiorista, jornal dedicado a coroar definitivamente Pedro II, o que acaba acontecendo como o previsto, com o novo Imperador escolhendo um gabinete liberal. É eleito pela primeira vez para deputado pela Província do Ceará em 1842.
Entretanto, ele não toma posse. O gabinete liberal não dura muito e um novo gabinete de tendências conservadoras é formado, levando as revoltas liberais em São Paulo e Minas Gerais em 1842 - devido a revolta, o parlamento foi dissolvido. Nessa ocasião Torres Homem acabou preso por participar da Sociedade dos Patriarcas Invisíveis, ligada as revoltas. Ficou na Fortaleza de Santa Cruz e depois na Ilha de Villegaignon, até ser deportado para Portugal, retornando em 1844 com o perdão real dado durante as festividades do Casamento Real de Dom Pedro II e Tereza Cristina, e participando de um novo jornal, o Minerva Brasiliense.
Em 1844, Torres Homem é eleito deputado por Província de Minas Gerais, ficando no cargo até 1847, sendo reeleito, mas agora pela Província do Rio de Janeiro, em 1848. Apesar dos sucessos eleitorais, ele era um dos mais críticos ao sistema vigente e da própria monarquia. Escreveu, sob o pseudônimo de Timandro o panfleto O Libelo do Povo em 1849, inspirado pela Revolução Praieira em Pernambuco, que faz duras críticas ao sistema monárquico citando diretamente os reis e imperadores europeus e locais, descritos com crueza em seus erros e depravações, o que o tornou alvo de monarquistas até o fim de sua vida. Jornais conservadores se dedicavam a criticar e satirizar Torres Homem, cujo pseudônimo foi facilmente descoberto. Em resposta a esses jornais, surgiu A Filha de Timandro ou A Brasileira Patriota, um dos primeiros jornais de tendência abolicionista.

### Virada para o conservadorismo

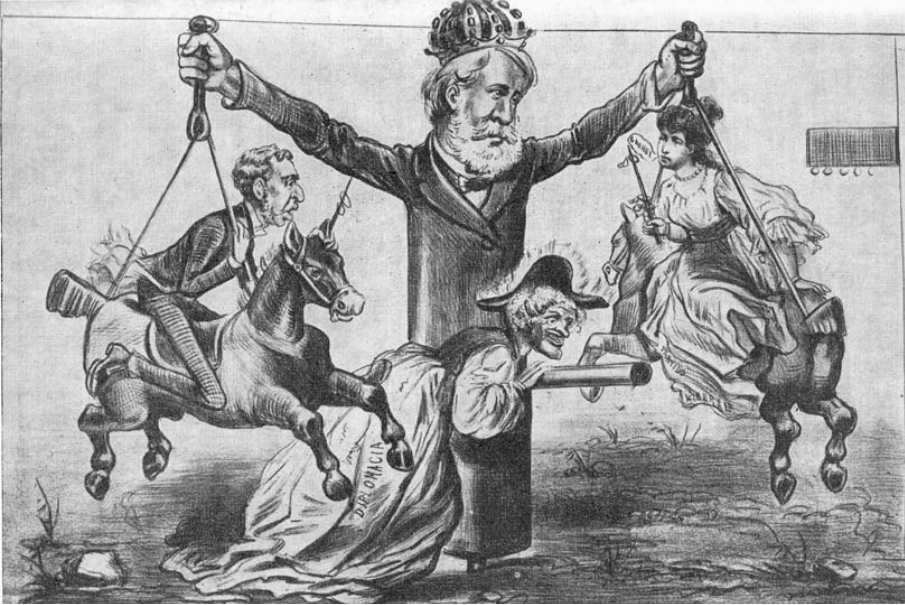
Caricatura onde o Imperador Dom Pedro II lida com a disputa entre liberais e conservadores. O Visconde de Inhomirim, que esteve dos dois lados, era constante alvo de charges.

A partir de 1852, com a formação do que foi chamado de "Ministério de Conciliação", formado por conservadores e liberais, Torres Homem diminui o tom de suas críticas em jornais e lentamente começa a mudar de lado, passando para o Partido Conservador. Se tornou alto funcionário do Tesouro Nacional nesse período, iniciando uma carreira nas finanças públicas. Foi mais uma vez eleito deputado pelo Rio de Janeiro em 1857 e 1861, tendo mandatos até 1863. Em 1858, se torna o único negro a comandar a economia do país em toda a história ao se tornar Ministro da Fazenda no Gabinete Abaeté, entre 12 de dezembro de 1858 e 10 de agosto de 1859. Teve grandes dificuldades devido a crise financeira do período. Recebeu críticas dos liberais, por sua mudança de lado, e também de alguns conservadores que não esqueceram seu passado. Após isso, foi diretor das Rendas Públicas, presidente do Banco do Brasil, conselheiro de Estado e Senador do Império pelo Rio Grande do Norte - cargo que era vitalício - a partir de 1870, se tornando o homem negro com maior destaque durante o Império. Chegou a retornar ao Ministério da Fazenda no Gabinete Pimenta Bueno, logo retornando ao Senado após a rápida dissolução deste.
Adotava uma conduta antiescravagista, considerando a escravidão como um sistema desumano, não jurídico e não cristão. Teve destaque ao participar das discussões sobre a Lei do Ventre Livre no Senado, acabando com os argumentos dos escravagistas sobre a propriedade dos africanos na condição de bens semoventes, considerando-a uma "doutrina absurda e execrável". O Visconde, no entanto, não assumia sua condição de negro, usando perucas para esconder o cabelo e pó de arroz para clarear a pele. Mesmo com isso, charges e caricaturas racistas representando o Visconde como um macaco circulavam na época.
Por conta de sua postura na defesa dos negros durante as discussões da Lei do Ventre Livre no Senado do Império, recebeu do Imperador Pedro II, que tanto criticou, a Imperial Ordem de Nosso Senhor Jesus Cristo em 1871 e o título de título de Visconde de Inhomerim em 1872 - ironicamente, ele havia, no passado, também criticado o que ele chamou de "'nobreza achinelada', mal nascida e pobretona que vivia 'à fiuza do orçamento'".
No fim da vida, estava desiludido e insatisfeito com os rumos da política e também lhe incomodava sua asma crônica. Em busca da cura ou de um alívio, partiu para a Europa, voltando em 1874 e participando dos trabalhos do Senado. Logo retornou a Europa para procurar especialistas para sua doença.

## Vida pessoal
O Visconde de Inhomirim, além de ter formação em Medicina e Direito, era poliglota, sabendo, além do português, francês, inglês e latim. Também pertenceu a várias Associações Científicas, foi membro do Instituto Histórico Brasileiro e membro do Instituto de França. Era casado com Isabel Alves Machado. A fazenda da família dela era banhada pelo rio Inhomirim, de onde veio seu nome nobre.
Torres Homem se preocupava muito com a aparência - segundo o próprio, era "preciso não deixar aos medíocres e tolos sequer essa superioridade: trajarem bem. As exterioridades têm inquestionável importância", se justificando com o fato de que seria muito mais difícil alguém atentar contra a vida de um homem bem vestido. Alfredo d'Escragnolle Taunay, o Visconde de Taunay, descreveu Torres Homem como, apesar de um físico pouco atraente, uma figura elegante e de temperamento simpático e divertido. O padre João Manuel de Carvalho o descrevia de forma semelhante, com cara de poucos amigos, carrancudo, mas que ao se conversar com ele, era cordial e despretensioso, diferente do que se poderia achar ao vê-lo a distância.
Teve uma síncope cardíaca e faleceu em Paris em 3 de junho de 1876, quando ainda buscava se curar de sua asma crônica. Seus restos mortais foram trazidos após um tempo, e seu túmulo está no Cemitério de São João Batista, no Rio de Janeiro.

## Cultura popular
Guerra dos Mascates, livro de José de Alencar, é baseado em fatos reais e também é uma sátira do Império, com vários personagens correspondendo a pessoas reais. O personagem Costa Araújo, o Almoxarife - referência ao cargo de Ministro da Fazenda - é baseado no Visconde de Inhomirim, descrito como "um dos luminares da mascataria e, sem contestação, o mais bem falante".

## Obras
- O Libelo do Povo (1849), sob o pseudônimo de "Timandro"